# Hannah Krüger
Hannah Krüger (4 de setembro de 1988) é uma jogadora de hóquei sobre a grama alemã, medalhista olímpica.

## Carreira
Hannah Krüger integrou o elenco da Seleção Alemã Feminina de Hóquei Sobre Grama, nas Olimpíadas de 2016, conquistando a medalha de bronze.